# Шарль Шаплен
Шарль Джошуа Шаплен (фр. Charles Joshua Chaplin; 8 червня 1825, Лез-Анделі, Верхня Нормандія — 30 січня 1891, Париж) — французький живописець і гравер.

## Біографія
Його мати, Олімпія Адель Муазі, була француженкою, а його батько, Джон Шаплен, був англійцем. Хоча Шаплен не мав французького підданства, постійно проживав у Франції. Навчався в Паризькій школі образотворчих мистецтв. Учень Мішеля Мартена Дроллінга.
Спочатку творчої діяльності писав пейзажі реалістичного характеру, але потім звернувся до «будуарний жанру» і став зображати в дусі Франсуа Буше і Антуана Ватто гарненьких молодих жінок в граціозних або кокетливих позах, з пікантним виразом головок, а також писати портрети елегантних дам.
Прославився провокативними картинами, що зображають молодих, красивих жінок, оформлених в теплих пастельних тонах. Багато з полотен художника насичені еротизмом і навіть вважалися непристойними. У 1859 році журі Паризького салону відмовило йому через це виставити картину «Аврора».
Шаплен з успіхом експонував свої роботи в 1845—1868 роках на салонах в Парижі і в Королівській академії мистецтв Великої Британії і був одним найпопулярніших живописців Другої імперії. Імператриця Франції Євгенія замовила у нього кілька картин для прикраси Єлисейського палацу, Опери Гарньє і палацу в саду Тюїльрі.
З картин художника, що належать до першого періоду його діяльності, найбільш відомі: "Св. Севастіян, пронизаний стрілами "(1847), «Сільська дорога в Оверні» (1848), «Вечір в поле, порослому вересом» (1849 Музей Бордо), «Лозерскіе погоничі мулів» (1851), «Ранок» (1855).
З пізніших картин: «Перші троянди» (1857), «Спляча Діана» (1859), «Дівчина, що пускає мильні бульбашки» (1864, Люксембурзька галерея в Парижі), «Лото» (акварель, 1865), «Картковий замок» (1865), «Сцена з» Метаморфоз «Овідія» (1867), «Розбита ліра» (1875) і деякі ін.
Шаплен з великим смаком писав також плафони і декоративні панно (наприклад, в Єлисейському палаці і в колишньому готелі Демидова в Парижі).
Як гравер, відомий декількома прекрасними офортами власної композиції і естампами з творів Ватто («Від'їзд на острів Цитеру»), з Рубенса (портрет Олени Фоурман і двох еë дітей) і з Біда («Нерозумні діви», у виданні ілюстрацій цього художника до Євангелія).
Виховав багатьох талановитих учнів, серед них Луїза Аббема і Мері Кассат. Його син Артур Шаплен також став художником.
Шаплен помер 30 січня 1891 року в Парижі. Похований на кладовищі Пер-Лашез.